# Nanobatería
Una nanobatería es una batería fabricada empleando la tecnología en la escala nanométrica, una escala de minúsculas partículas que miden menos de 100 nanómetros o 100x10↑-9 metros. En comparación, la tecnología tradicional de Li-Ion utiliza materiales activos, tales como cobalto-óxido u óxido de manganeso, con partículas que varían en tamaño entre 5 y 20 micrómetros (5000 y 20 000 nanómetros - más de 100 veces la nanoescala). Se espera que la nano-ingeniería mejorará muchas de las deficiencias de la actual tecnología de baterías, tales como el tiempo de recarga y la batería "memoria".
Varias compañías están investigando y desarrollando estas tecnologías. En marzo de 2005, Toshiba anunció que tenía una nueva batería de iones de litio con una rejilla nanoestructurada en el cátodo y el ánodo que permitió que la batería se recargase, sorprendentemente, ochenta veces más rápido que antes. Los prototipos fueron capaces de recobrar el ochenta por ciento de capacidad en un minuto y estaban recargadas al cien por cien después de 10 minutos.
Cuando una batería tradicional de iones de litio se recarga demasiado rápido, se crea un cuello de botella en el que el litio moviéndose a través del líquido del electrolito desde el electrodo negativo al positivo retrocede en la superficie del líquido. En condiciones de recarga más lenta, el litio se "esconde" en el espacio vacío y no causa ningún problema.
"El electrólito líquido es inestable en presencia de metal de litio y causa todo tipo de problemas. Por eso se debe observar la regla de la velocidad lenta de recarga con baterías de iones de litio", afirmó Donald Sadoway, profesor del MIT de Química de materiales e investigador de electroquímica, a TechNewsWorld. Sadoway dijo que las consecuencias pueden ser tan graves como el estallido de la batería.